# 工事カメラ
工事カメラ (こうじかめら) とは工事現場の撮影に特化したカメラのこと。

## 性能

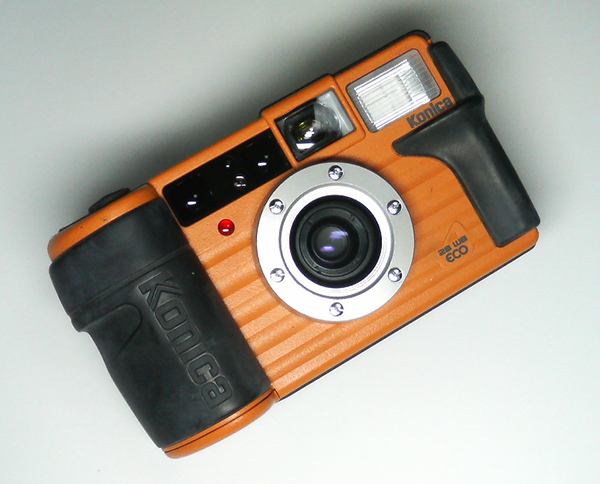
コニカ現場監督28WB-ECO - 代表的な工事記録カメラである。

工事カメラとして販売されているものの多くは、屋外での過酷な使用を想定し、防水性、防塵性、耐衝撃性、信頼性に優れた設計となっており、建設関係者のみならずスキーなどのアウトドアスポーツ愛好家の間でも利用者が多い。ただし重量的には重く、デザインもごつく男性的なものが多いが、近年では操作性に劣るが小型・軽量設計で携帯性を重視した工事カメラも販売されている。
撮影機能の特徴としては、工事現場での撮影を考慮し、鉄筋のような長尺の資材や、空間全体を撮影する必要があるため広角レンズが搭載されている。また、トンネルの坑道内など低照度下で明るい画像を得るために、強力な内蔵フラッシュを搭載したり、デジタル工事カメラでは標準設定で高感度撮影モードにセットされるなど、一般のスナップ撮影を目的としたカメラとは異なる仕様が施されている。
右のカメラは、ISO感度100でのガイドナンバーが17.5という非常に強力なフラッシュを搭載している。

## 特徴
過酷な現場で使われる事を想定し、さまざまな特徴が持たされている。
- 軍手など手袋をしたままでも操作・撮影できるシャッターボタン・グリップ
- 景色全景を収めるためにあらかじめ広角寄りに設計されたレンズ・ズーム
- 強力なフラッシュを装備
- 耐衝撃性を持たせた硬質プラスチックとゴム製のボディ、レンズ部を完全に覆うカバー部
- 防滴・防沫・防塵構造
- フィルム等記録メディアの交換・装填が手袋をしていても容易・かつ確実に記録メディアを密閉できる機構

また、工事現場での使用を考慮したアクセサリーがカメラに標準付属している。例えば、幅広のネックストラップやシリコン製カメラカバー、チョーク入れなど。

## 近年の傾向
- 現在、官公庁等向けの工事写真に関しては電子納品の基準（案）が国土交通省によって定められており、国が発注する工事の現場においてはデジタルの工事カメラが使われる場合がほとんどある。今後電子納品の対象工事の範囲が更に拡大される事がほぼ確定しており、銀塩カメラの利用は困難になることから、現在ではフィルムの工事カメラは販売されていない。
- デジタルでの撮影・提出が主流となったため銀塩カメラと異なり、撮影者によって故意に撮影画像が加工される、撮影画像の改竄（かいざん）するケースが出てきた。この傾向に対して国土交通省の「デジタル写真管理情報基準（案）」も改竄防止に重きがおかれた改定がなされている。また、オリジナルの撮影画像に対して加工の有無を検出する機能を持たせた工事カメラも出現してきた。